# Esporrín
Esporrín es un despoblado medieval de la provincia de Huesca (Aragón, España).
El lugar se encuentra en el término municipal de Castiello de Jaca (provincia de Huesca).
En los siglos XI y XII formaba parte del denominado Bardaruex.